# Deserto di Tule (Nevada)
Il deserto di Tule (Nevada), da non confondere con l'omonimo deserto di Tule (Arizona), è situato nella Contea di Lincoln nel Nevada, vicino alla frontiera con lo Utah, nella parte occidentale degli Stati Uniti d'America.

## Caratteristiche
Il deserto è posizionato a nordest delle Mormon Mountains, a sud delle Clover Mountains e a ovest delle Tule Springs Hills.
Il deserto parte da un'altitudine di 1300 m alle pendici delle Clover Mountains a ovest delle Lime Mountain, per scendere fino ai 910 m a circa una trentina di chilometri a sud-sudovest della strettoia di Toquop Gap tra le East Mormon Mountains e le Tule Springs Hills.
Il deserto è solcato da numerosi letti di corsi d'acqua prevalentemente in secca, disposti per lo più in direzione nord-sud. Il Tule Desert Well si trova a ovest delle Jumbled Mountain, al margine meridionale delle Tule Springs Hills.
Il deserto è accessibile attraverso una strada provinciale situata a est del Lyman Crossing lungo la linea ferroviaria Union Pacific Railroad, tra le cittadine di Carp e Elgin, entrambe in Nevada, nel Meadow Valley Wash. La strada continua poi verso sud tra le Mormon e le East Mormon Mountains per collegare l'Interstate 15 del Nevada (all'uscita 100 di Mesquite) con la Contea di Clark.